# Saša Drakulić
Saša Drakulić (Servisch: Саша Дракулић) (Vinkovci, 28 augustus 1972) is een Servisch voormalig voetballer.